# Кассіус фон Монтіньї
Барон Кассіус фон Монтіньї (нім. Cassius Freiherr von Montigny; 29 жовтня 1890, Дюссельдорф — 8 листопада 1940, Бад-Тельц) — німецький офіцер, оберфюрер СС. Разом із Паулем Гауссером і Феліксом Штайнером є одним із творців військ СС.

## Біографія
Виходець із знатного роду французького походження, спорідненого з родом Монморансі. В 1909 році поступив на службу кадетом в кайзерліхмаріне. В 1912 році одержав звання лейтенанта і був направлений на лінкор «Померанія». В грудні 1914 року подав прохання про переведення у підводний флот. З січня 1915 року — вахтовий офіцер на човні U-35. В 1916 році призначений командиром U-38. З 2 жовтня 1916 по 7 серпня 1917 року — командир U-30. З 28 жовтня по 7 листопада 1917 року — командир U-10. З 18 вересня по 1 листопада 1918 року — командир U-42. Діяв у Балтійському та Північному морях, всього за час бойових дій потопив 6 ворожих кораблів загальною водотоннажністю 964 брт.
| Потоплені Кассіусом фон Монтіньї кораблі | Потоплені Кассіусом фон Монтіньї кораблі | Потоплені Кассіусом фон Монтіньї кораблі | Потоплені Кассіусом фон Монтіньї кораблі | Потоплені Кассіусом фон Монтіньї кораблі |
| Дата                                     | Назва                                    | Країна                                   | Тип судна                                | Тоннаж, брт                              |
| ---------------------------------------- | ---------------------------------------- | ---------------------------------------- | ---------------------------------------- | ---------------------------------------- |
| 21 жовтня 1916                           | August                                   | Швеція                                   | Вітрильник                               | 346                                      |
| 23 жовтня 1916                           | Elly                                     | Швеція                                   | Вітрильник                               | 88                                       |
| 24 жовтня 1916                           | Elin                                     | Російська імперія                        | Вітрильник                               | 127                                      |
| 24 жовтня 1916                           | Ingersoll                                | Російська імперія                        | Вітрильник                               | 239                                      |
| 24 жовтня 1916                           | JENNY LIND                               | Російська імперія                        | Вітрильник                               | 53                                       |
| 24 жовтня 1916                           | Urpo                                     | Російська імперія                        | Допоміжний теплохід                      | 111                                      |

З грудня 1918 по листопад 1919 року — командир загону бронеавтомобілів штурмового батальйону 3-ї морської бригади фон Левенфельда. Учасник боїв з поляками у Нижній Сілезії та з комуністами в Рурі. Учасник Каппського заколоту, за що був звільнений з армії. В липні 1920 року поступив на службу в прусську поліцію безпеки. Протягом шести років Монтіньї командував поліцейською ротою в Рейнланді, в 1931 — 1934 роках очолював інспекцію охоронної поліції у Верхній Сілезії. 
Восени 1934 року поступив на службу в рейхсвер і був призначений командиром батальйону. Восени 1935 року призначений командиром 31-го піхотного полку, в 1936 році — командиром 102-го піхотного полку. Монтіньї постійно конфліктував з командуванням вермахту: він вважав, що майбутнє за елітними ударними з'єднаннями, а не масовою армією. Після чергового скандалу з військовими міністерством 20 квітня 1937 року Монтіньї вийшов у відставку, після чого направив Генріху Гіммлеру меморандум, в якому піддав різкій критиці заходи керівництва вермахту. Гіммлер підтримав його ідеї і згодом запропонував барону втілити свої ідеї в рамках частин посилення СС. 1 квітня 1938 року наказом Гіммлера Монтіньї був зарахований у СС (посвідчення №292 804) і призначений викладачем тактики в юнкерському училищі СС у Бад Тельці і, одночасно, викладачем юнкерського училища СС в Брауншвейзі. Згодом став членом НСДАП (партійний квиток №1 330 801). Службове становище дозволило Монтіньї дозволило йому на базі відразу двох училищ СС організувати ту систему підготовки офіцерських кадрів, яку він вважав необхідною. Він тісно співпрацював із Феліксом Штайнером: проводив первинну підготовку командних кадрів, а в Штайнера вони вже закріплювали отриманні навички. 
31 серпня 1939 року Монтіньї направили «на укріплення» не дуже добре підгтовленних у військовому відношенні підрозділів «Мертва голова»: він став командиром 2-го піхотного полку і керував його створенням і перетворенням на бойові одиницю, а 1 листопада 1939 року очолив штаб дивізії СС «Мертва голова» і фактично з нуля створив Генштаб дивізії і налагодив його функціонування. 
27 травня 1940 року в Монтіньї трапився сильний напад виразки шлунку і він 2 місяці провів у шпиталі. До того часу його здоров'я різко погіршилось, почались проблеми з серцем. Після того, як його стан дещо покращився, Монтіньї був призначений 25 липня 1940 року начальником юнкерського училища СС у Бад-Тельці. 
8 листопада 1940 року британські ВПС здійснили масовий наліт на південь Баварії, в тому числі і на Бад-Тельц. Під час нальоту у Монтіньї трапився обширний інфаркт, однак у метушні йому не встигли надати необхідну допомогу і він помер.

## Особистість
Монтіньї відзначався аскетизмом, повною зневагою до комфорту і відмінними манерами. За поглядами він був переконаним німецьким націоналістом і антикомуністом.

## Звання

### Кайзерліхмаріне
- Кадет (1909)
- Фенріх-цур-зее (12 квітня 1910)
- Лейтенант-цур-зее (19 вересня 1912)
- Обер-лейтенант-цур-зее (2 травня 1915)

### Поліція
- Гауптман (липень 1920)
- Майор (1931)
- Оберст (літо 1934)

### СС
- Оберштурмбаннфюрер СС (1 квітня 1938)
- Штандартенфюрер СС (30 січня 1939)
- Оберфюрер СС (30 січня 1940)

## Нагороди

### Перша світова війна
- Залізний хрест 2-го і 1-го класу
- Орден Корони (Пруссія) 3-го класу з мечами
- Нагрудний знак підводника

### Міжвоєнний період
- Хрест Левенфельда
- Почесний хрест ветерана війни з мечами
- Медаль «За вислугу років у Вермахті» 4-го, 3-го, 2-го і 1-го класу (25 років)
- Медаль «У пам'ять 13 березня 1938 року»
- Медаль «У пам'ять 1 жовтня 1938»

### Друга світова війна
- Застібка до Залізного хреста 2-го і 1-го класу